# Wiiリモコン
Wiiリモコン（ウィーリモコン）は、任天堂のWiiおよびWii Uで使用可能なゲームコントローラである。2006年12月2日発売。価格は3,800円（税込）。型名は「RVL-003」。
Wiiリモコンに関連した周辺機器や、Wiiモーションプラスの機能を内蔵したWiiリモコンプラス（ウィーリモコンプラス）についても記載する。

## 概要
Wiiリモコン（ウィーリモコン、Wii Remote）とは、Wiiの標準コントローラである。任天堂開発・発売。Wii本体セットやWiiソフト『はじめてのWii』に1つ同梱されている他、単体販売もされていたが、2010年11月11日以降の本体セットの同梱コントローラおよび単体発売は新型のWiiリモコンプラスに置き換わっている。リモコンの製造場所は流通中に頻繁に変更されている。
従来のゲーム機で多く採用されていた、両手で包むように持つ横長のコントローラとは異なり、片手で持てる縦長のデザインである（ただし、横にして両手で持ち、従来のコントローラのような操作をすることも可能）。任天堂の据え置き型ゲーム機でメインコントローラーにアナログスティックが搭載されていないのはスーパーファミコン以来16年ぶりとなる（ただし、後述の拡張コントローラ「ヌンチャク」や「Wiiクラシックコントローラ」「WiiクラシックコントローラPRO」など
には搭載されている）。
コントローラという名称ではなく"Wiiリモコン"という呼び名を採用しているのは、テレビのリモコンのように家族全員が普通に手に取って操作して欲しい、という考えから、岩田聡社長が強く要望したものである。欧米ではWii Remote（ウィーリモート）、フランスではWiimote（ウィーモート）、韓国では위모컨（ウィーモコン）および위모트（ウィーモート）という名称で呼ばれている。
本体とはBluetoothによる無線通信で接続されるため、接続ケーブルを必要とせず、またセンサーバーに向けなくてもボタン操作等が可能。

### 特徴的な操作方法
Wiiリモコンは直感的なビデオゲームの遊び方を実現している。これまでのボタン操作に替わり、コントローラそのものを実際に動かすことでのゲーム操作を実現した（Wiiリモコンから全くボタンが排除されたわけではない）。コントローラを様々なものに見立てて動かすことは、従来のボタン操作より見た目にも分かりやすく、直感的な操作感覚をもたらした。これは、両手操作でボタン数も増えた従来のコントローラでは初心者が恐れをなしてゲームに触れる前から敬遠してしまう、という判断に基づくものである。
具体的な操作方法は、
- Wiiリモコンをテニスのラケットや剣に見立てて振る（『Wii Sports』、『ドラゴンクエストソード 仮面の女王と鏡の塔』など）。
- 指揮棒に見立てて強弱をつけながら上下左右に振る（『Wii Music』）。
- 横に持ち自動車のハンドルに見立てて左右に回転させる（『エキサイト トラック』、『マリオカートWii』）。
- 拳銃や弓矢に見立てて画面の一点を狙う（『ゼルダの伝説 トワイライトプリンセス』、『レッドスティール』、『バイオハザード4 Wiiエディション』など）[注釈 1]。
- ビリヤードのキューのように、押したり引いたりする事により前後に反応する（『はじめてのWii』）。

このように、コントローラを様々なものに見立てて実際に動かすことで、従来のような複雑なボタン操作をしなくても、ビデオゲームを遊ぶことができる。
この操作方法を実現しているのは、Wiiリモコンに実装されたCMOSセンサー（赤外線）、および傾きや動きの変化を検出する3軸加速度センサである。ただし、赤外線を使用しないポインター機能のような実際のリモコンの位置情報を検知する機能はモーションプラスの登場まで搭載されなかった。

### その他の特徴
Wiiリモコンには、これまでのゲーム機のコントローラに実装されていた振動機能に加え、スピーカーが実装されている。テニスや野球のようなスポーツゲームから剣や銃での戦闘まで、多スピーカーサラウンドシステムなどとは一味違う臨場感が演出される。また、約4KB（4,096byte）の保存領域が内装され、『似顔絵チャンネル』で作成された「Mii（ミー）」や『ポケモンバトルレボリューション』などのデータを保存できるが、それ以外の用途ではほとんど使用されなかった。Wiiリモコンの拡張端子に周辺機器を接続し、Wiiリモコンからの電圧供給だけで他の機能をリモコンに搭載することも可能。（拡張機器にLEDやスピーカーは実装されなかった。）
Wiiリモコン未使用時の電池消耗速度はWiiリモコンプラスと無印型で明らかに異なる。Wiiリモコンは無印型のほうが一週間の放置でも20%ほど電池残量が減少する。
さらに、本体との通信のためにBluetoothを搭載しているため、非公式の使用方法であるが、Bluetoothに対応したパソコンに接続することが可能である。接続すると、「0軸0ボタンのHIDジョイスティック」として認識される。現在リモコンでマウスカーソルの操作を可能にするなど、パソコンからリモコンを制御するソフトウェア、ライブラリがユーザーの手によって非公式で開発され、自由ソフトウェアとして公開されている。

### 開発の背景
このコントローラがリモコンの形状に決定するまでは紆余曲折あり、開発中は様々な形の試作型コントローラが作られた。リモコンの形状になり、一般発表された後も何度かデザインなどが変更されている。たとえば、名称がRevolutionだった頃（2005年）はスピーカーが無く、ボタンの形状や位置、表記（ロゴ、「1ボタン」「2ボタン」が「aボタン」「bボタン」だったなど）なども異なっていた。そのほか、従来のコントローラのように有線接続していた動画もあった。

## 仕様
- Wii本体セットに1つ同梱、別売では3,619円（税抜）
- 寸法（Wiiリモコンジャケット含まず・突起部分を除く）
  - 縦 148mm
  - 横 36.2mm
  - 厚さ 30.8mm
- 質量：約87グラム（専用ストラップ・Wiiリモコンジャケット・乾電池含まず）
- 無線通信機能：Bluetooth （Broadcom社製）
  - 最大接続数：4台
- 操作部
  - ポインター：画面を指し示すポインティング機能 （ダイレクトポインティングデバイス）
    - ポインター操作可能距離：センサーバーから最大約5mまで（設定により感度変更可能）
    - 後述「センサーバー」も参照

  - モーションセンサー：コントローラの傾きや動きの変化を3軸で検出する
  - 表面ボタン：「Wii本体電源」、「十字ボタン」、「A」、「-」、「Home」、「+」、「1」、「2」ボタン
  - 裏面ボタン：「B」ボタン
- その他の機能：振動機能、スピーカー、拡張ユニット接続端子、プレイヤーインジケータ （コントローラ番号の識別、電池残量の表示）、似顔絵キャラクターMiiなどの保存
- 電源：単三乾電池2本
  - 電池持続時間：約20時間（アルカリ乾電池使用時。使用するソフト、無線通信の使用状況、周囲温度により変化するので、あくまで目安）

### 電池式
任天堂の家庭用ゲーム機では、ゲームボーイアドバンスSPに充電バッテリー式が採用されて以降、電池式の家庭用ゲーム機および周辺機器は発売されていなかったが、Wiiリモコンでは久々に乾電池式を採用している。これは、『充電式にして、置き場所を決めてしまうより、好きな場所において、気軽に手にとって欲しいから』との事。
Wiiリモコンで使用できる電池は、
- アルカリ乾電池（EVOLTAも使用可、付属テスト電池もアルカリ乾電池）
- オキシライド乾電池
- マンガン乾電池
- 充電式電池（ニッケル・水素充電池、リチウムイオン二次電池）

性能上、アルカリ乾電池（EVOLTAも含む）とオキシライド乾電池が最も使用可能時間が長く、逆にマンガン乾電池は他の乾電池に比べ使用可能時間が短くなる。充電式電池は購入時に費用がかかるが、何度も充電して利用できるため長期的に見ると最も経済的な電池である。中でもeneloop（三洋電機）は多くのWiiユーザーの間で使用されており、ゲーム雑誌などでお勧めの電池として紹介された事があり、2008年8月からは「eneloop 無接点充電セット」が正式なライセンス品として発売されている。ただし、任天堂はアルカリ乾電池の使用を推奨している。
なお、2013年7月13日に任天堂より充電式のバッテリーパックが付属のWiiリモコン急速充電セットが発売された。

### カラーバリエーション
日本本国仕様におけるカラーバリエーション。
シロ（shiro）
2006年12月2日に発売された最初のカラー。専用ストラップ（グレー）とWiiリモコンジャケット（クリア）が付属する。
クロ（kuro）
2009年8月1日に発売されたカラー。専用ストラップ（ブラック）とWiiリモコンジャケット（ブラック）が付属する。
アオ（ao）
2009年12月3日に発売されたカラー。専用ストラップ（グレー）とWiiリモコンジャケット（クリア）が付属する。
ピンク（pink）
2009年12月3日に発売されたカラー。専用ストラップ（グレー）とWiiリモコンジャケット（クリア）が付属する。

## 同梱ソフト
いずれも任天堂製ソフト。太字は必ずWiiリモコンまたはWiiリモコンプラスが同梱されているソフト。
Wiiリモコンの同梱版が発売されているソフト
- はじめてのWii（シロ）
- Wii Party（シロ / ピンク）

Wiiリモコンプラスの同梱版が発売されているソフト
- Wii Sports Resort（アオ）
- たたいて弾む スーパースマッシュボール・プラス（ピンク）
- Wiiリモコンプラス バラエティパック（アカ）
- ゼルダの伝説 スカイウォードソード（ゴールド / シロ）
- Nintendo Land（アオ / ピンク）
- 妖怪ウォッチダンス JUST DANCE® スペシャルバージョン（シロ）

## Wiiリモコンプラス

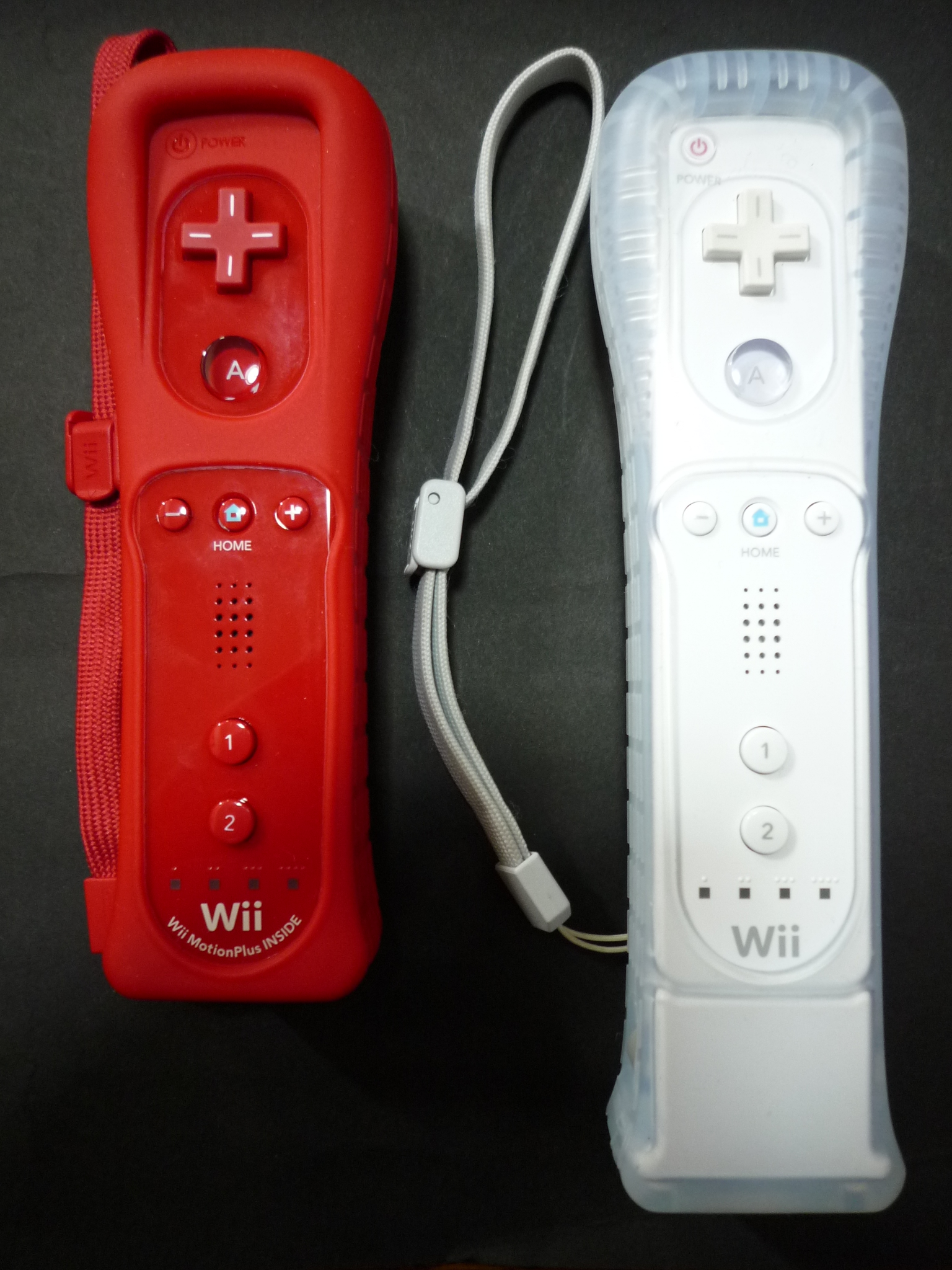
左がWiiリモコンプラス(アカ)。

Wiiリモコンプラスは、WiiリモコンにWiiモーションプラスを内蔵した新機種である。2010年11月11日以降に発売されているWii本体セットに（従来のWiiリモコンに置き換わる形で）1つ同梱されている他、単体販売もされている。2010年9月29日の『任天堂カンファレンス2010』にて公式発表された。
サイズ・重量などの仕様は従来のWiiリモコンと同じで、Wiiロゴ下部に「Wii MotionPlus INSIDE」という表示があり容易に判別可能。価格は3,619円（税抜）。カラーバリエーションは従来のシロ・クロ・アオ・ピンクに加え、アカが追加された。2013年11月21日にはマリオ・ルイージが追加され、2014年5月29日にピーチ・ヨッシーが追加され、2015年3月12日にクッパ・キノピオが追加された。
Wii U発売後のWiiリモコンプラスは、Wii Uのコントローラとして販売されているもの、一部のWii U本体セットに同梱されているものがあるが、Wiiでも使用可能である（逆、またはWiiリモコンも同様）。

### カラーバリエーション
日本本国仕様におけるカラーバリエーション。
アカ（aka）
2010年11月11日に発売されたWiiリモコンプラス限定のカラー。専用ストラップ（アカ）とWiiリモコンジャケット（アカ）が付属する。
マリオ、ルイージ
2013年11月21日に発売されたWiiリモコンプラス限定のカラー。同社のゲームソフトのキャラクターであるマリオとルイージをイメージした配色がされている。それぞれ「M」「L」のプリント入り。Wii Uの時期のものであり、Aボタンが不透明で電池カバーを外さなくてもSYNCボタンを押すことができる仕様になっている新型モデル。
ピーチ、ヨッシー
2014年5月29日に発売されたWiiリモコンプラス限定のカラー。同社のゲームソフトのキャラクターであるピーチとヨッシーをイメージした配色がされている。Wii Uの時期のものであり、Aボタンが不透明で電池カバーを外さなくてもSYNCボタンを押すことができる仕様になっている新型モデル。
クッパ、キノピオ
2015年3月12日に発売されたWiiリモコンプラス限定のカラー。同社のゲームソフトのキャラクターであるクッパとキノピオをイメージした配色がされている。Wii Uの時期のものであり、Aボタンが不透明で電池カバーを外さなくてもSYNCボタンを押すことができる仕様になっている新型モデル。
ゴールド（gold）
2011年11月23日に発売されたWii用ソフト『ゼルダの伝説 スカイウォードソード』のゼルダ25周年パックに同梱されたWiiリモコンプラス限定のカラー。金地に白いハイラルの紋章入り。専用ストラップ（グレー）とWiiリモコンジャケット（クリア）が付属する。
Wii Sports Resort オリジナルカラー
非売品。クラブニンテンドーのキャンペーンの商品で、カラーは「水色」。2009年8月31日までにWii用ソフト『Wii Sports Resort』を購入し、クラブニンテンドーでシリアルナンバーを登録した人の中から、抽選で5000人に送られた。ナインティナインのMiiが入っている。
Wiiモーションプラス及びWiiリモコンプラス専用及びWiiモーションプラス対応ソフト
太字はWiiモーションプラス及びWiiリモコンプラス専用ソフト。
- Wii
  - Wii Sports Resort（任天堂）（Wiiモーションプラス「シロ」同梱/Wiiリモコンプラス「アオ」同梱）
  - EA SPORTS グランドスラム テニス（エレクトロニック・アーツ）
  - (社)日本野球機構承認 バッティングレボリューション（アルファ・ユニット）
  - 斬撃のREGINLEIV（任天堂）
  - 世界の面白パーティゲーム（シムス）
  - バスフィッシングWiiワールドトーナメント（アークシステムワークス）
  - 世界の面白パーティゲーム2（シムス）
  - DECA SPORTA3 Wiiでスポーツ"10"種目!（ハドソン）
  - レッドスティール2（ユービーアイソフト）（Wiiモーションプラス「シロ」の同梱版あり）
  - たたいて弾む スーパースマッシュボール・プラス（任天堂）（Wiiリモコンプラス「ピンク」同梱）
  - フィットネス パーティ（バンダイナムコゲームス）
  - ラビッツ・パーティー タイムトラベル（ユービーアイソフト）
  - Wiiリモコンプラス バラエティパック（任天堂）（Wiiリモコンプラス「アカ」同梱）
  - ファミリーフィッシング（バンダイナムコゲームス）
  - GO VACATION（バンダイナムコゲームス）
  - ゼルダの伝説 スカイウォードソード（任天堂）（Wiiリモコンプラス「ゼルダの伝説 スカイウォードソード仕様」（ゴールド） / 「シロ」の同梱版あり）
- Wii U
  - Nintendo Land (任天堂)（Wiiリモコンプラス「アオ」 / 「ピンク」の同梱版あり）
  - スポーツコネクション（ユービーアイソフト）
  - Wii Sports Club (任天堂)
  - マリオ&ソニック AT ソチオリンピック (任天堂)
  - Wii Fit U (任天堂)

### Wiiバイタリティセンサー
Wiiバイタリティセンサー（Wii Vitality Sensor, ウィーバイタリティセンサー）とは、指の静脈の形や状態を感知するセンサーである。センサー本体から出ている接続ケーブルをWiiリモコンの外部拡張コネクタに接続し、Wiiリモコンを持った方とは反対側の手の人差し指をセンサー部に入れて使用する。
内部に近赤外線を用いたセンサーがあり、近赤外線を指に通すことにより、指の内部の静脈の形や状態を検出する（静脈認証システムの認証装置の仕組みと同様）。この検出した静脈の情報（心拍数・血流量など）から、心理状態の微妙な変化などを検出し、ゲーム内容に反映させる。
2009年6月2日（現地時間）に米国で開催されたE3の「任天堂プレスカンファレンス」で名称・形状が公開された。当初は2010年内の発売を目指していたが、後継機であるWii Uの発売を控えた2012年現在でも発売には至っておらず、目立った続報すらほとんどない。2011年4月の段階では開発自体は続いており、個人差の大きい生体情報故、99%のユーザーが違和感を抱かない完成度にするために時間がかかっているとのこと。結局ポケモンスリープでも静脈測定装置は登場していない。（ポケモンGOプラスプラスは寝室のベッドの振動数、マイクから入力されるノイズ音を測定するための機器である。）
人間の脈拍を検出するという周辺機器はこれが初めてではなく、NINTENDO 64時代に『バイオセンサー』という周辺機器がセタから発売されていたことがある。

## 周辺機器

### センサーバー

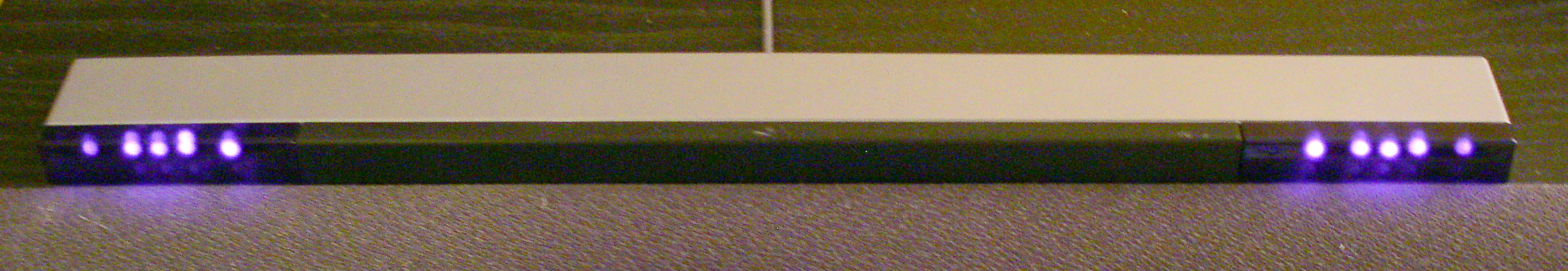
センサーバー 左右の赤外線LEDが発光しているのが分かる（実際には肉眼ではほぼ確認できない）

センサーバーは、Wiiリモコンのポインター機能を利用するために必要な周辺機器である。本体セットに1つ同梱されている。単体販売は、任天堂オンライン販売のみで発売されているが、2012年12月8日発売の次世代機のWii Uではセンサーバーが同梱されていないため、あわせて店頭販売もされている。価格は1,785円（送料込み2,235円）。型番は「RVL-014」。（同梱のセンサーバースタンドには「RVL-016」が付番されている。）
Wii本体と有線接続し、ディスプレイの上または下にディスプレイ面と平行に置く。センサーという名称がついているが、実際には電波などを送受信するセンサーは内蔵されておらず、赤外線LEDを左右に内蔵しただけのものである。その発光する左右の赤外線LEDを、Wiiリモコン搭載のCMOSセンサーで撮影することによって、Wiiリモコンからセンサーバーまでの距離とテレビ位置を検知する。そして、その情報を処理して、画面上のポインターを移動する。他にも、リモコンの姿勢情報や加速度センサの移動情報の補正も行っている。Wiiリモコンの情報の送受信は、Bluetoothで直接Wii本体と行われており、センサーバーは利用していない。そのため、横持ち操作などポインター機能を必要としないソフトでは、センサーバーを接続しなくてもプレイすることが可能である。
Wiiリモコンの使用推奨距離はセンサーバーから1mから3mだが、本体設定でWiiリモコンのCMOSセンサーの感度を上げることで5m程まで対応できる。ただし、感度を上げることにより、日光や熱、赤外線を発する製品の影響を受けやすくなる。それらの物体がCMOSセンサーの捕捉範囲内に入ると正常に操作できなくなる場合がある。また、センサーバーの周囲に光沢の高い物体がある場合、センサーバーからの赤外線が反射され、同様に正常に操作できなくなることがある。
赤外線の出力はシステム側から制御可能で、『テレビの友チャンネル Gガイド for Wii』のテレビリモコン機能は、このセンサーバーを制御しリモコン信号を生成、壁に反射させる形でテレビに信号を送っていたが、この用途はこのアプリケーション以外では使用されなかった。
性質上、赤外線LEDを使って代用品を自作することも可能。また、2本の火をつけたろうそくなどでも同じく機能するが、実用的ではない。

### 外部拡張コネクタに接続する周辺機器
ここでは、Wiiリモコンの外部拡張コネクタに接続して使用する周辺機器について記述する。
下記の他にも、2009年のE3では、指の静脈の形や状態を感知してゲームに反映させるWiiバイタリティセンサーが発表された。しかし個人差が大きい生体情報を扱うため開発に時間がかかり、「商品として受け入れていただくには不十分な仕上がりだ」として保留状態となっている。

#### 拡張コントローラ
拡張コントローラとは、Wiiリモコンの外部拡張コネクタに有線接続して使用するコントローラである。よって、拡張コントローラ単体での使用は不可。

##### ヌンチャク

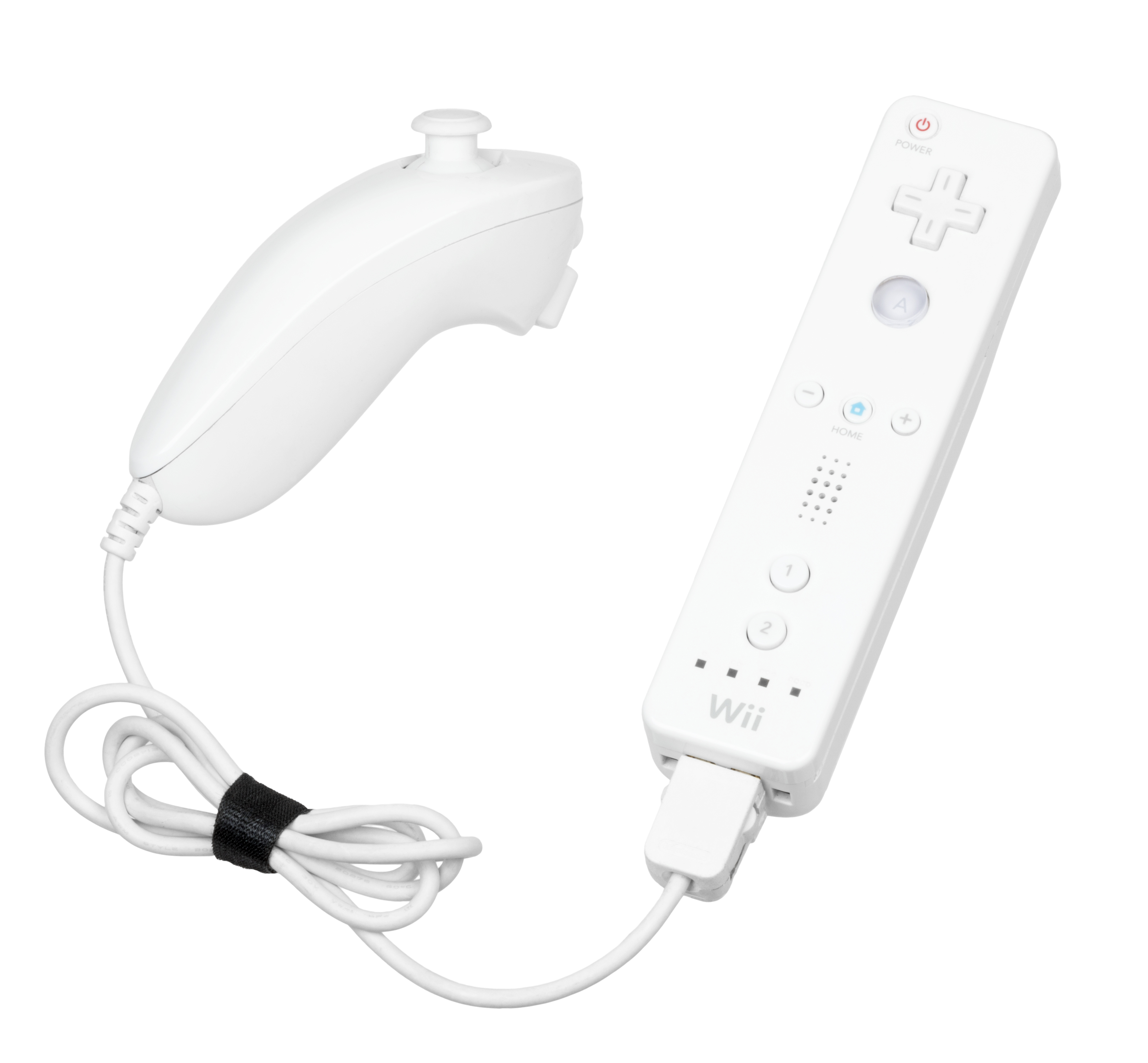
ヌンチャクとWiiリモコン

ヌンチャク（Nunchuk）とは、コントロールスティック・Cボタン・Zボタン・3軸加速度センサが実装されている拡張コントローラである。Wiiリモコンと組み合わせて使用することによって、より高度なゲームプレイに対応できる。任天堂開発・発売。Wii本体セットに1つ同梱された他、単体販売もされた。2006年12月2日発売。価格は1,800円（税込）。型番は「RVL-004」。Wii U発売後も製造されたため、10年間以上に亘ってまったく同じものが製造されていた。
ヌンチャクは対応していないソフト、対応しているが無くても遊べるソフト、接続しないとプレイ不可能なソフトがあり、特に接続しないとプレイ不可能なソフトでは、接続せずに起動したり、プレイ中にはずしたりすると、ゲームを強制的に中断してプレイヤーにヌンチャクを接続するように促すメッセージが表示される。
FPSゲームに例えると、「コントロールスティックで敵の攻撃を避けつつ動いている敵に銃の照準を合わせる」「両手にWiiリモコンとこのヌンチャクを併せ持ち2本の剣を別々に振る」などの一連の操作を、従来より直感的かつリアルな感覚で楽しむことができ、「操作が直感的で誰もが同じスタートラインでゲームを楽しめること」と「従来のゲームもまったく新しい感覚で操作できること」を一度に実現させている形態である。ただし、日本のWii作品ではほとんどFPSゲームが存在しない。（海外ではコール・オブ・デューティシリーズなどが発売されているため、この限りではない。）
海外では、非ライセンス品だがWiiリモコンとワイヤレスで接続できる周辺機器が発売されていた。
Wiiリモコンとヌンチャクをそれぞれの手で持っている時の状態が、沖縄道具の「ヌンチャク」を持った時の状態に似ていることから、そのまま「ヌンチャク」という名称になった。
カラーバリエーション（日本）
シロ（shiro）
2006年12月2日に発売された最初のカラー。
クロ（kuro）
2009年8月1日に発売されたカラー。
Wii Sports Resort オリジナルカラー
非売品。クラブニンテンドーのキャンペーンの商品で、カラーは「水色。」『Wii Sports Resort』を購入し、クラブニンテンドーでシリアルナンバーを登録した人の中から抽選で5000人が当選した。
アカ（aka）
2010年11月11日に発売されたカラー。
ゴールデンヌンチャク
非売品。2011年12月16日交換開始（600ポイント）のクラブニンテンドーの景品で、『ゼルダの伝説 スカイウォードソード』シリアルナンバー登録者は2012年2月20日まで優待ポイント（400ポイント）で交換できた。
仕様
- 寸法（突起部分を除く）
  - 縦 113mm
  - 横 38.2mm
  - 厚さ 37.5mm
- 操作部
  - Wiiリモコンと同等のモーションセンサー機能
  - 「コントロールスティック」、「C」、「Z」ボタン

##### クラシックコントローラ

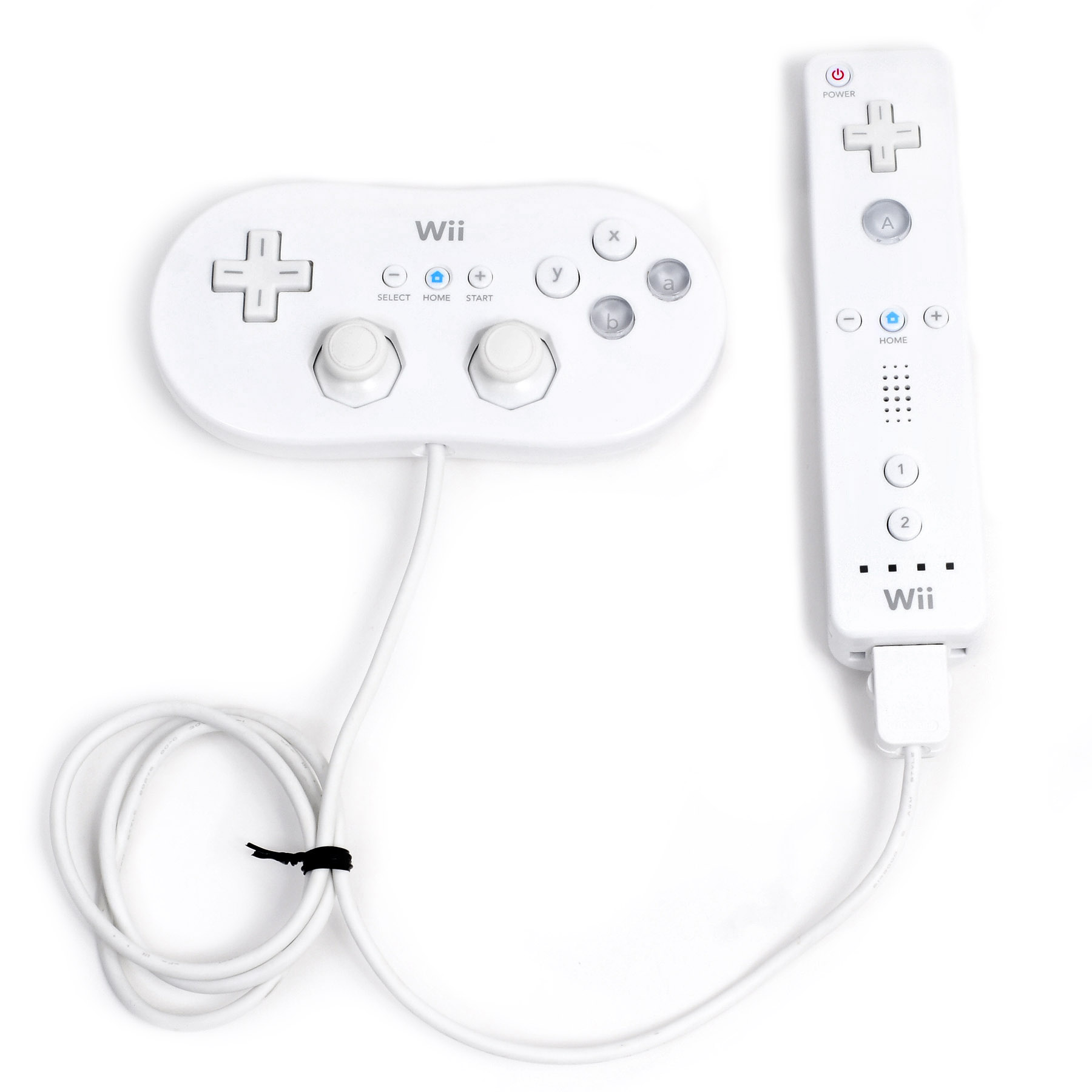
クラシックコントローラとWiiリモコン

クラシックコントローラ（Classic Controller）とは、バーチャルコンソールなどで用いられる横持ちの拡張コントローラである。クラコンと略されることがある。任天堂開発・発売。2006年12月2日発売。価格は1,800円（税込）。型番は「RVL-005」。WiiメニューでWiiリモコンとセンサーバーをいちいち用意せずに、クラシックコントローラの左スティックのみで一部ポインターと項目を操作できるため、重宝される場合もある。2025年現在ではボタンのアナログ判定が導入された任天堂最後のコントローラーともなっている。
形状が角形のコントローラと似ているが、ケーブルが下方から出ている点が異なる。ボタンの数はスーパーファミコンのものより多く、アナログスティックがデュアルショックに近い配置で2基搭載されている。LRボタンは、ニンテンドー ゲームキューブのコントローラー同様にアナログ入力が可能。ZL、ZRボタンはL、Rボタンと縦（上下）ではなく、横（内側）に並んでいる。振動モーターは内蔵されていないため、振動機能（バーチャルコンソールのNINTENDO 64ソフト含む）には対応しない。スティックはゲームキューブ基準の規格であるためスティックにボタンが内蔵されていない。
このコントローラは、主にバーチャルコンソールのソフトをプレイする際などに用いられるが、クラシックコントローラ対応のWii専用ゲームソフトでも利用可能である。Wiiメニュー自体もクラシックコントローラに対応している。
ボタンの数はゲームキューブのコントローラとほぼ同じであるが、ゲームキューブのソフトを起動中は、Wii固有の機能すべてが無効になるため、使用することは不可能。
数量限定でWiiポイントプリペイドカード5,000ポイント分に価格据え置きで同梱されていたが、予定数量に達したため生産終了した。
カラーバリエーション（日本）
シロ（shiro）
2006年12月2日に発売されたカラー。現在、単体販売ではこの「シロ」以外のカラーは未発売。
『モンスターハンターG』オリジナルバージョン
2009年4月23日に発売された『モンスターハンターG』スターターパックに同梱された限定色。ブルーのコントローラに『モンスターハンターG』のデザインが施されている。
仕様
- 寸法（突起部分を除く）
  - 縦 67.5mm
  - 横 135.7mm
  - 厚さ 26mm
- 操作部 「Lスティック」、「Rスティック」、「十字ボタン」、「a」、「b」、「x」、「y」、「ZL」、「ZR」ボタン、「L」、「R」アナログトリガー、「- (Select) 」、「Home」、「+ (Start) 」ボタン（これらのボタンは後にWii Uの『Wii U GamePad(ウィー・ユー・ゲームパッド)』に流用されている）。

##### クラシックコントローラPRO

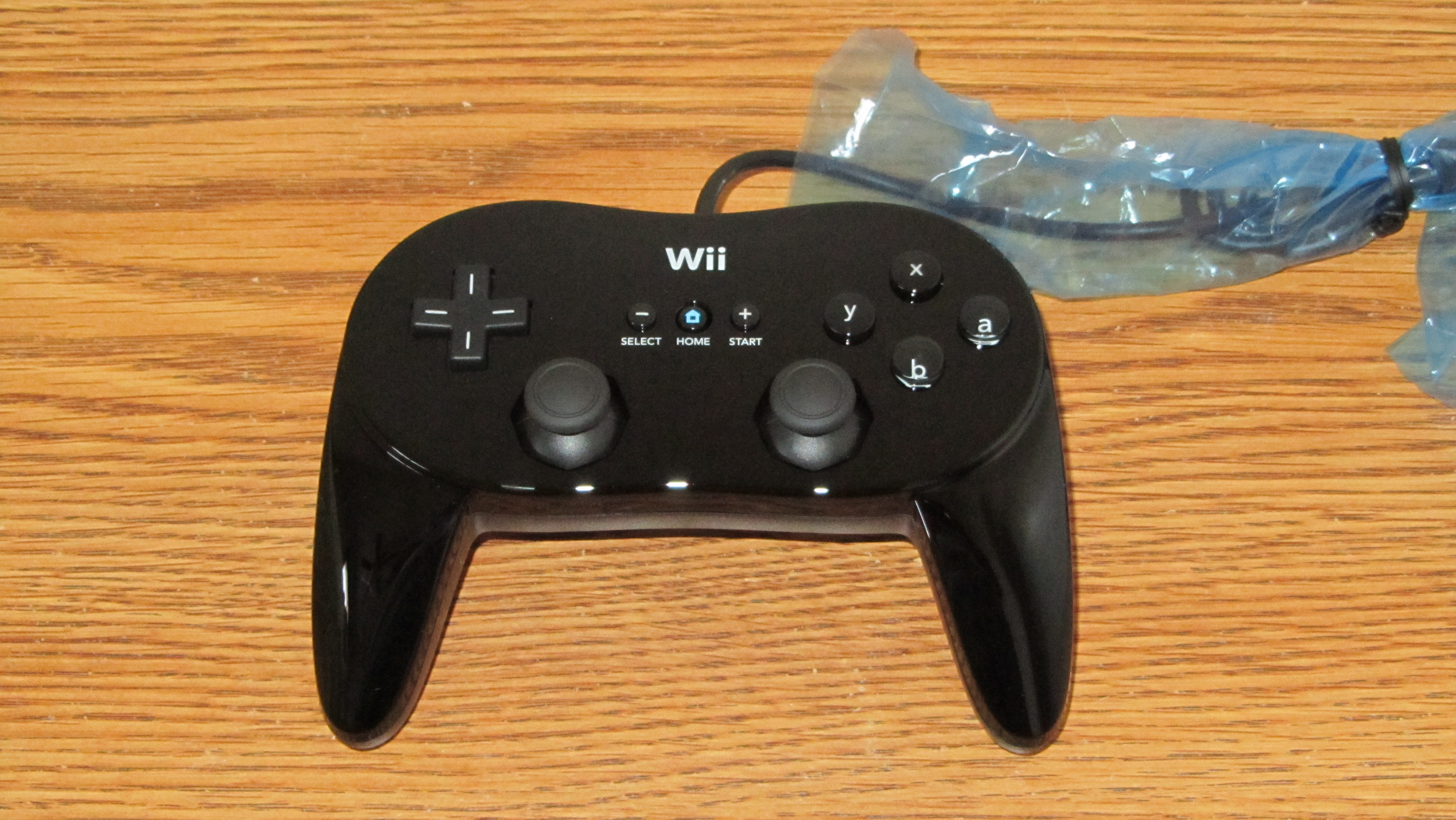
クラシックコントローラPRO

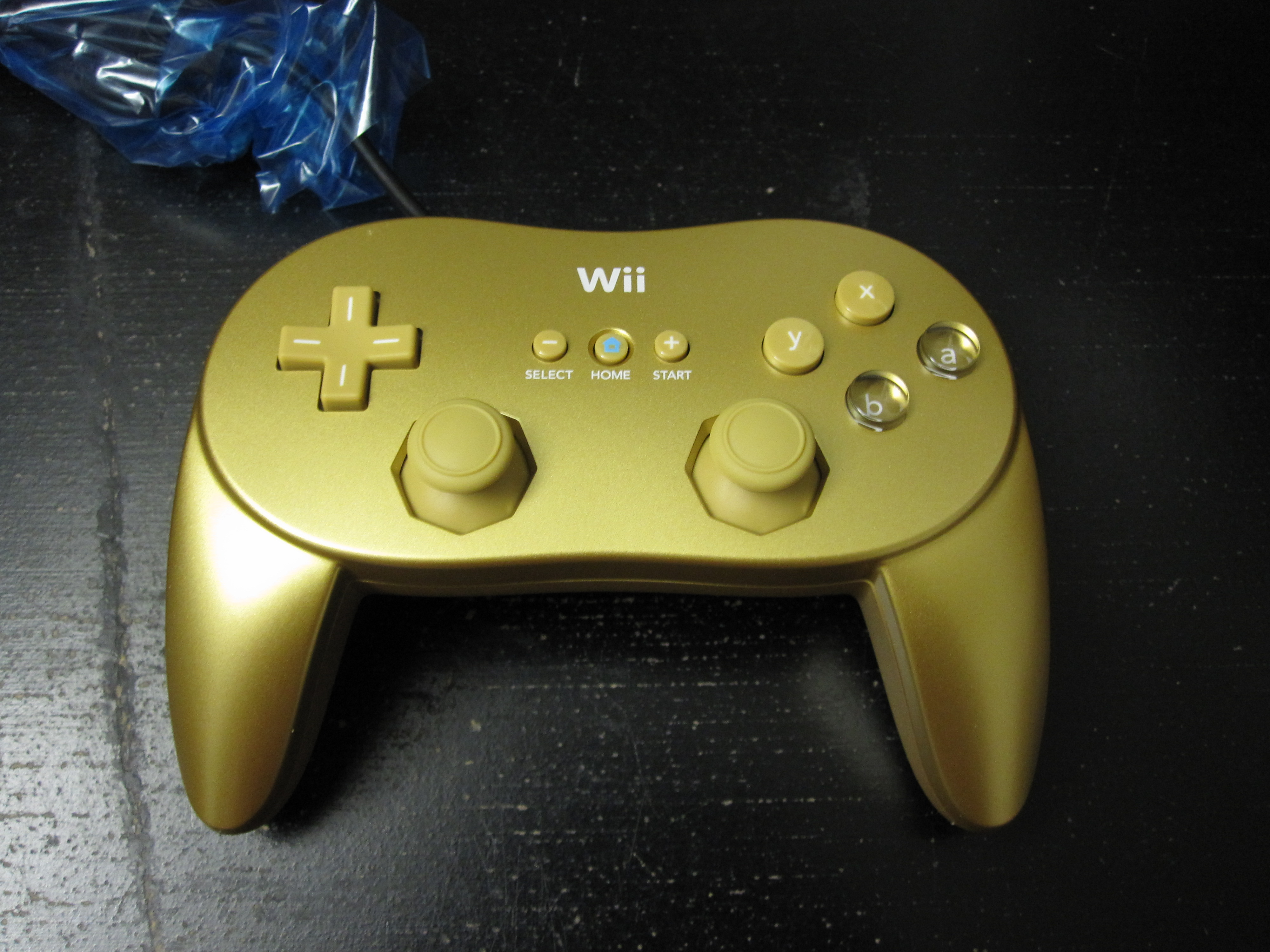
ゴールデンクラシックコントローラPRO

クラシックコントローラ PRO（クラシックコントローラ プロ、Classic Controller PRO）は、前述の「クラシックコントローラ」の改良版。任天堂開発・発売。2009年8月1日発売。価格は2,000円（税込）。型番は「RVL-005(-02)」。
クラシックコントローラにグリップ（持ち手）を付けたような形状で、ニンテンドーゲームキューブのコントローラやPlayStationのデュアルショックに近い形となり、より持ちやすいように改良されている。他にも2つのスティックの間隔が従来のものに比べて若干広くなり、ZL・ZRボタンの位置がそれぞれL・Rボタンの上部に移動され、L・Rボタンもアナログ方式からデジタル方式に変更。接続ケーブルの位置も前方に変更された。なお、ボタンの数は変わっておらず、また従来のコントローラー同様振動機能はない。クラシックコントローラに対応した全てのソフトで使用ができる。
日本で同日に発売されたカプコン『モンスターハンター3』に合わせて任天堂が提案したもので、形状に関してはカプコンの開発スタッフの意見を取り入れてデザインされたという開発経緯がある。
カラーバリエーション（日本）
シロ（shiro）
2009年8月1日発売。
クロ（kuro）
2009年8月1日発売。
戦国無双3 特製バージョン
2009年12月3日発売の『戦国無双3』（通常版除く）に同梱された特製バージョン。上記の「クロ」に金色の筆模様とロゴがプリントされている。
ゴールデンクラシックコントローラPRO

2011年6月30日に交換開始（700ポイント）されたクラブニンテンドーの景品で、『ゴールデンアイ 007』シリアルナンバー登録者は2011年8月31日まで優待ポイント（300ポイント）で交換できた。
通常版の他に、ソフトとクラシックコントローラPROの同梱版が発売されているソフト
- モンスターハンター3（カプコン）（シロ / クロ）
- 戦国無双3（コーエー）（特製バージョン）
- ウイニングイレブン プレーメーカー2010（コナミデジタルエンタテインメント）（クロ）
- SDガンダム ガシャポンウォーズ（バンダイナムコゲームス）（クロ）
- 戦国BASARA3（カプコン）（シロ / クロ）

仕様
- 寸法（突起部分を除く）
  - 縦 100.5mm
  - 横 146mm
  - 厚さ 55mm
- 操作部 「Lスティック」、「Rスティック」、「十字ボタン」、「a」、「b」、「x」、「y」、「ZL」、「ZR」ボタン、「L」、「R」ボタン、「- (Select) 」、「Home」、「+ (Start) 」ボタン

##### 復刻コントローラ

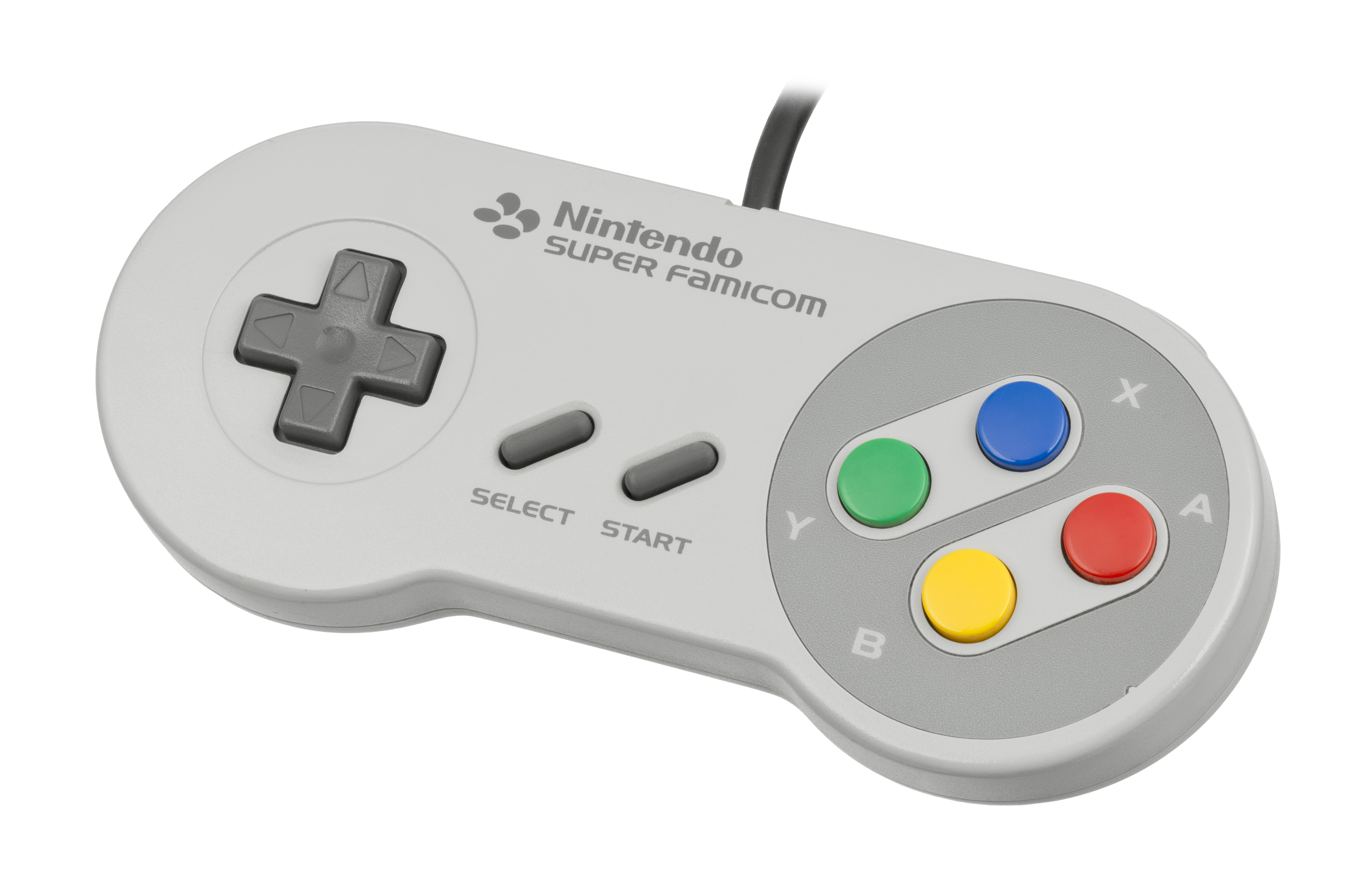
スーパーファミコン クラシックコントローラ

拡張コントローラの中には、バーチャルコンソールで配信されている過去のハードのコントローラを復刻した物もある。
Wii スーパーファミコン クラシックコントローラ
クラブニンテンドー2007年度プラチナ会員特典の一つ。スーパーファミコンコントローラの復刻版であり、バーチャルコンソールやクラシックコントローラ対応ソフトで使用できる（コントロールスティックを利用するソフトは使用不可）。非売品。型番は「RVL-005(-01)」。なお、ニンテンドークラシックミニ スーパーファミコンに付属しているコントローラー（CLV-202）はこれと同等の機能を持つが、コントローラーの裏面が異なるなどの差異がある。
NEOGEO STICK 2
エクサーより発売されている対戦格闘ゲーム用アーケードスティック。ネオジオコントローラの復刻版であり、バーチャルコンソールのネオジオソフトや、クラシックコントローラに対応した格闘ゲームなどで使用できる。2008年4月10日発売。価格は5,050円（税込）。

##### その他の拡張コントローラ

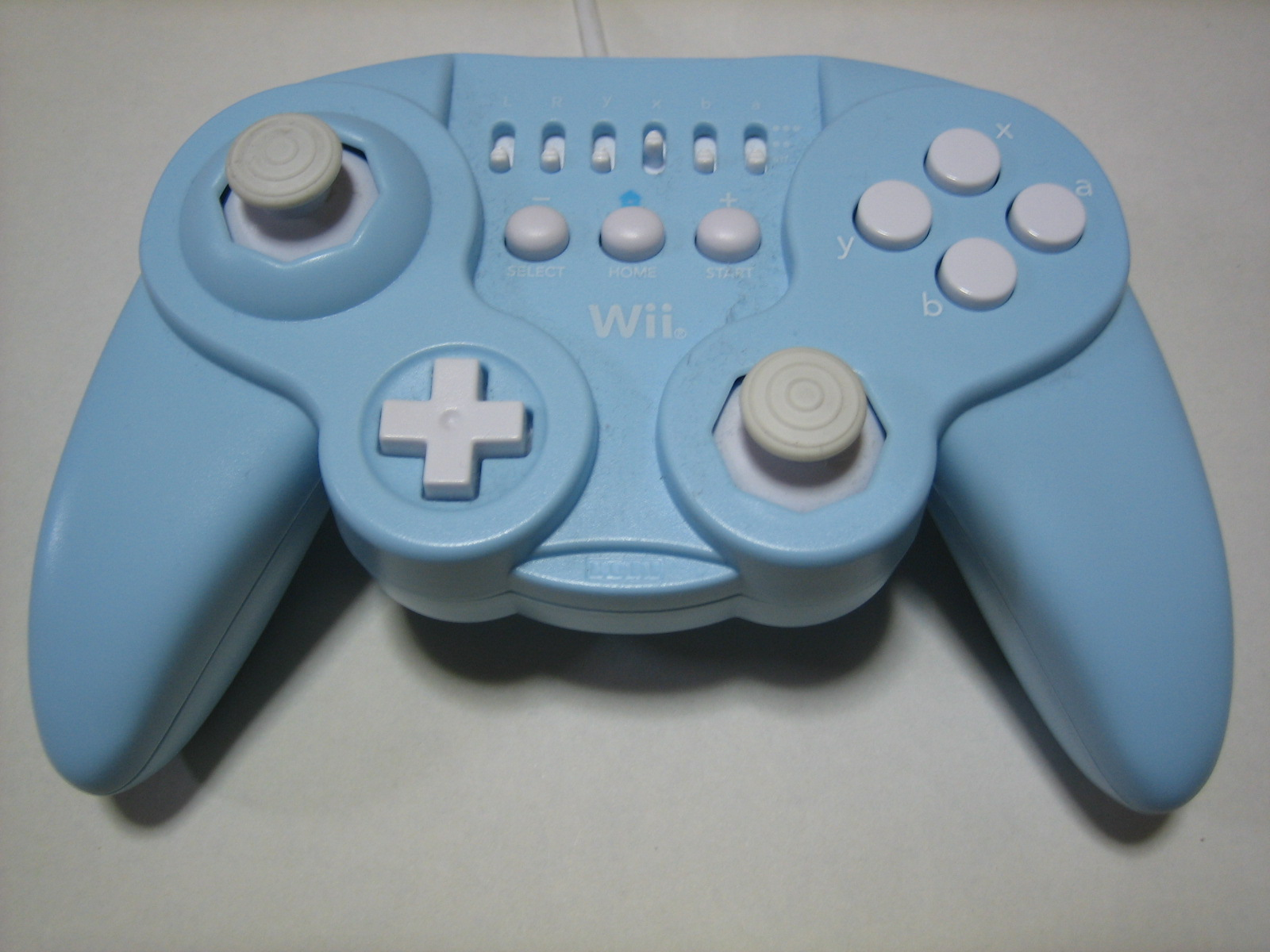
HORI クラシックコントローラ (BLUE)

他にもさまざまな拡張コントローラが発売されているが、ここでは任天堂のライセンスを受けている商品、およびサードパーティーソフトに付属・対応している物のみ記述する。
電車でGO! 新幹線専用コントローラ -Wii
タイトー発売の『電車でGO!新幹線EX山陽新幹線編』で使用できる専用のコントローラ。ベースとなっているのは、PlayStation 2用『電車でGO! 新幹線・専用コントローラ』であるが、速度計などはシールで表現されている。ソフトとの同梱版も数量限定で発売された。2007年3月1日発売。価格は6,090円（税込）。
ファイティングスティックWii
HORIから発売されている、対戦格闘ゲーム用アーケードスティック。クラシックコントローラに対応した格闘ゲームで使用できる。1スティック+8ボタン。LRボタンのアナログ入力は不可能。連射機能搭載。価格は5,544円（税込）。
レスポールコントローラ
アクティビジョン発売の『ギターヒーロー3 レジェンド オブ ロック』『ギターヒーローエアロスミス』で使用できる、エレキギターを模したコントローラ。後に単体販売もされた。
太鼓とバチ
バンダイナムコゲームス発売の『太鼓の達人』シリーズ（Wii版）で使用できる、和太鼓を模したコントローラ。PS2のタタコンとほぼ同性能である。上記ソフトの同梱版に同梱されているほか、3,990円（税込）で単体販売もされている。
HORI クラシックコントローラ
HORIから発売されているクラシックコントローラ。ホワイト、ブラック、ライトブルーの3色がある。クラシックコントローラに対応したゲームで使用できる。形状は同社から過去に発売されたゲームキューブ用コントローラ、ホリパッドキューブに似ている。連射機能搭載。
エクサースティック
エクサーから発売されている対戦格闘ゲーム用アーケードスティック。『タツノコ VS. CAPCOM CROSS GENERATION OF HEROES』のキャラクターをプリントした、「タツノコ VS. CAPCOM ドリームバトルスティック」も発売されている。
ドラゴンクエスト モンスターバトルロードコントローラ
HORIから発売されている、『ドラゴンクエスト モンスターバトルロードビクトリー』用コントローラ。アーケード版『ドラゴンクエスト モンスターバトルロードII』（およびIIレジェンド）の筺体に搭載されている「天空の剣」・「赤青ボタン」と同等のサイズのものを搭載している。その他、クラシックコントローラのボタン類も一式搭載されている。2010年7月15日発売。価格は12,800円（税込）。

### アタッチメント
アタッチメントとは、Wiiリモコンや拡張コントローラを取り付けて使用する周辺機器である。よって、アタッチメント単体のみで使用することは不可能。

#### Wiiザッパー

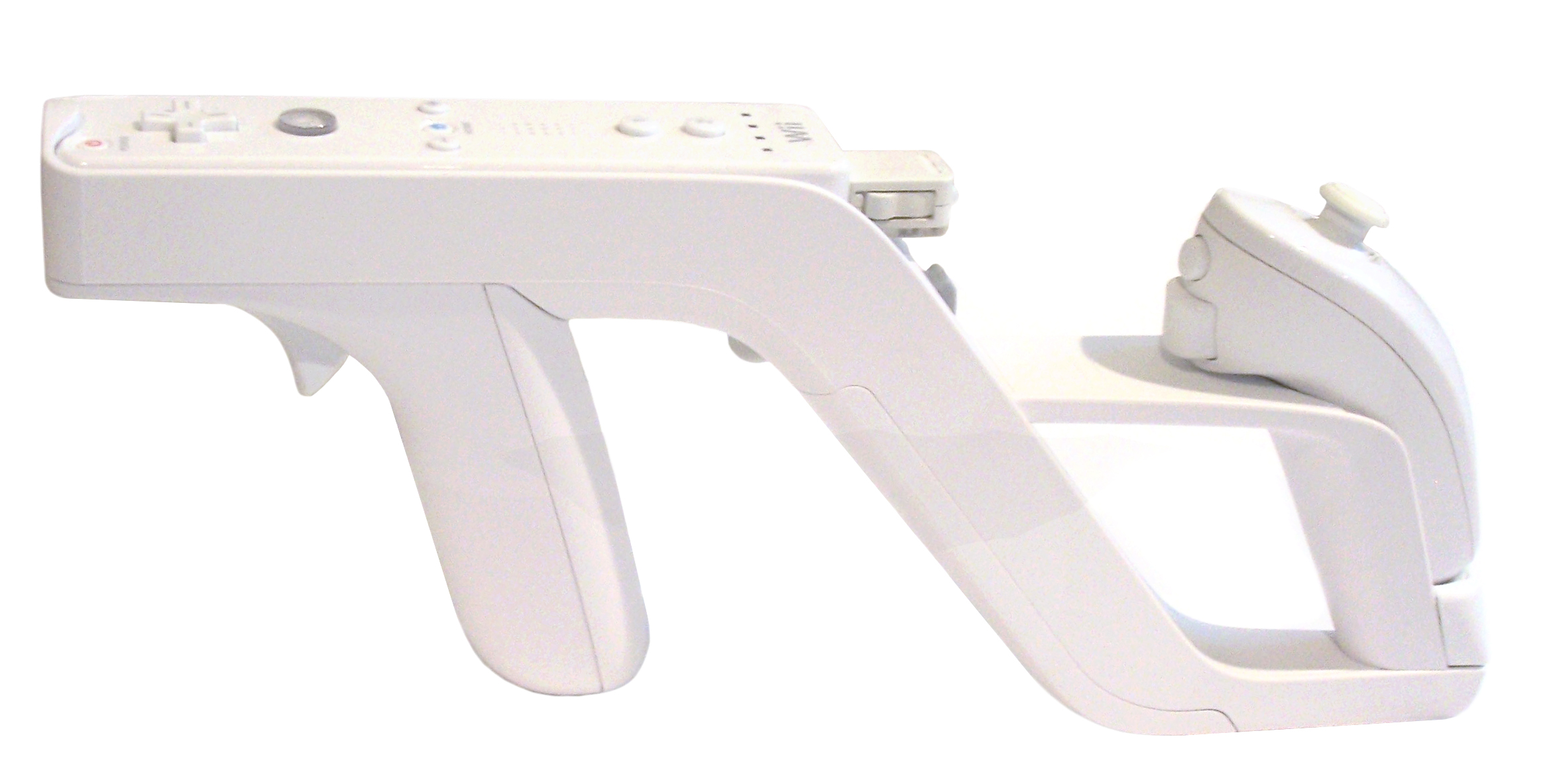
WiiザッパーにWiiリモコンとヌンチャクを装着した状態。

Wiiザッパー（Wii Zapper）は、銃を模したアタッチメント。Wiiリモコンとヌンチャクを取り付けて使用する。単純にWiiリモコンとヌンチャクを銃の形で扱えるようにするだけのもので、対応ゲームは当製品がなくてもゲームプレイ自体は可能。任天堂開発・発売。単体販売は2007年10月25日より、もともとは任天堂オンライン販売のみで発売されていたが、最終的には店頭でも販売された。価格は店頭販売が1,500円（税込）、任天堂オンライン販売が1,950円（消費税、送料込み）。カラーは「白」のみ。型番は「RVL-023」。
基本的にWiiリモコンのボタンはトリガー（Bボタン）のみ使用して、その他の操作はヌンチャクのボタンを使用するが、ヌンチャクのモーションセンサーを必要とするソフトは、ヌンチャクをザッパーから取り外し、片手に持って使用する。現在の形に落ち着いたものの、初めて発表された当時のものとはかなり違っており、幾度となく変更と試行錯誤をされてきて、発表されるたびに進化してきた経歴を持つ。ヌンチャクのコードをむき出しにするなど、かなり露骨な装着方法となっている。
対応ソフト
- 通常版の他に、ソフトとWiiザッパーの同梱版が発売されているソフト
  - ゴースト・スカッド（セガ）
  - バイオハザード アンブレラ・クロニクルズ（カプコン）
  - メダル・オブ・オナー ヒーローズ2（エレクトロニック・アーツ）
  - ザ・ハウス・オブ・ザ・デッド2&3 RETURN（セガ）
  - ザ・ハウス・オブ・ザ・デッド オーバーキル（セガ）
- 必ずWiiザッパーが同梱されているソフト
  - リンクのボウガントレーニング（任天堂）
- Wiiザッパーの同梱版が存在しないソフト
  - ワイルドウエストガンズ（ゲームロフト）
  - SHOOTANT 〜過去編〜（GrandPrix）
  - 007 慰めの報酬（スクウェア・エニックス）
  - バンバン☆キッズ（ハドソン）
  - デッドスペース エクストラクション（エレクトロニック・アーツ）
  - 罪と罰 〜宇宙の後継者〜（任天堂）
  - 530 エコシューター（任天堂）
  - バイオハザード ダークサイド・クロニクルズ（カプコン）
  - ソルバルウ（バンダイナムコゲームス）
  - Wiiであそぶ メトロイドプライム（任天堂）
  - Wiiであそぶ メトロイドプライム2 ダークエコーズ（任天堂）
  - ダックハント（任天堂）

仕様
- 寸法（突起部分を除く）
  - 縦 140.5mm
  - 横 319mm
  - 厚さ 42mm
- 質量 約176g

##### 開発（Wiiザッパー）
Wii版『ゼルダの伝説 トワイライトプリンセス』の開発中、スタッフのひとりが針金と輪ゴムでWiiリモコンとヌンチャクを固定して銃に見立てたことが、Wiiザッパー誕生のきっかけとなった。スタッフからそれを見せられた宮本茂はそれどころではないと思いつつも、実際触ってみると快適だったため、ハード開発者に頼んで企画としてスタートした。製品化までに様々な試作品が作られ、その中には電池を入れて撃つと衝撃を感じられる仕様のものもあったが、これ以上ユーザーに電池を買わせるわけにはいかないということで見送られた。また、宮本の提言によりヌンチャクのケーブルを収容できるように変更された。
WiiザッパーのプロトタイプはE3 2006で展示されたものの、対応ソフトが出てくるまでには時間がかかった。SFゲームである『メトロイドプライム3』はWiiリモコンとヌンチャクによる操作体系が取られていた上、ヌンチャクのモーションセンサーは新しい操作のためい用いられていたため、Wiiザッパーへの対応は見送られた。やがて、サードパーティからガンタイプの周辺機器の企画が出てくるようになり、宮本はこのような周辺機器の規格の統一すべきだと考えるようになった。

#### Wiiハンドル

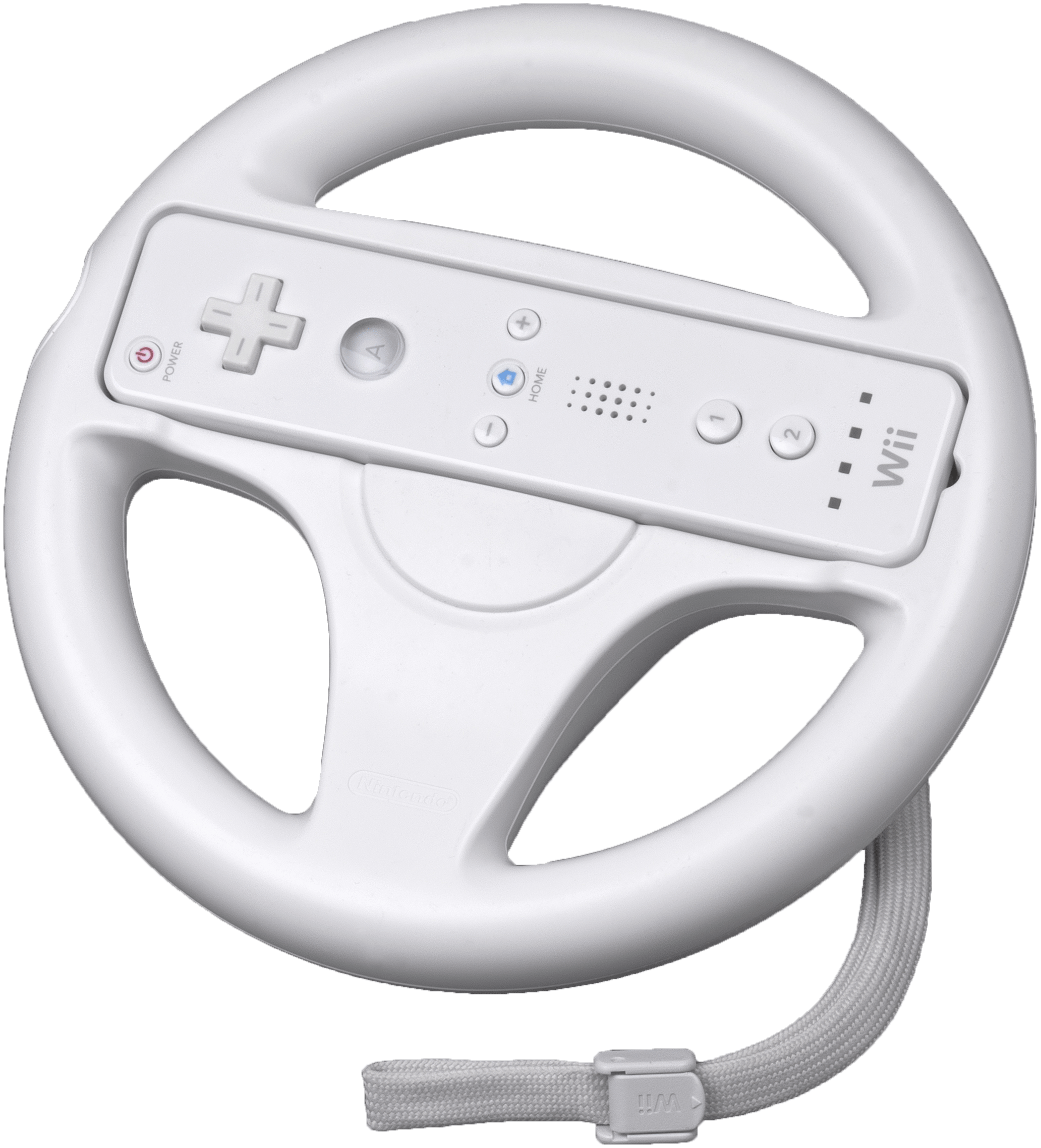
Wiiハンドル

Wiiハンドル（Wii Wheel）は、自動車のハンドルを模したアタッチメント。Wiiリモコンを横向きの状態で取り付けて使用する。Wiiザッパーと同じく、Wiiリモコンをハンドルのように扱えるようにするだけのもので、当製品がなくても対応ソフトのプレイ自体は可能。任天堂開発・発売。『マリオカートWii』に同梱された他、単体販売もされた。2008年4月10日発売。価格は1,200円（税込）。カラーは「白」のみが販売されているが、クラブニンテンドーにて、金色に塗装された「ゴールデンハンドル」が、2008年度プラチナ会員特典として配られた（非売品）。型番は「RVL-024」。
側面にはWiiリモコンのポインティング機能を妨げないための穴、背面にはストラップを出すための穴と押しやすくされたBボタンがある。後述のステアリングアタッチメントとは別物。問題点としてはWiiハンドルにリモコンを入れるときに必ずジャケットを外さないといけない点がある。
対応ソフト
- マリオカートWii（任天堂）（ソフトに同梱）
- マリオカート8（任天堂）
- スピード・レーサー（アクティビジョン）
- ヤッターマンWii ビックリドッキリマシンで猛レースだコロン（タカラトミー）
- ぼくとシムのまち レーシング（エレクトロニック・アーツ）
- おきらくカートWii（アークシステムワークス）
- ニード・フォー・スピード ナイトロ（エレクトロニック・アーツ）
- F1 2009（コードマスターズ）
- GTI Club ワールド シティ レース（コナミデジタルエンタテインメント）
- ポコスカれーしんぐ（レコム）
- スーパーハングオン（セガ）（バーチャルコンソールアーケード）
- テトリスパーティープレミアム（ハドソン）（落ち物パズル）[19]
- GO VACATION（バンダイナムコゲームス）

仕様
- 寸法
  - 縦 180mm
  - 横 180mm
  - 厚さ 46mm
- 質量 約170g

#### その他のアタッチメント
他にもアタッチメントには様々なものがあるが、ここでは任天堂のライセンスを受けている商品、およびサードパーティーソフトに付属・対応している物のみ記述する。
ステアリングアタッチメント
エム・ティー・オー発売の『GT pro series』に同梱されている、ハンドル型のアタッチメント。ソフト同梱の3つのパーツにWiiリモコンをはめ込むことによって使用できる。Wiiハンドルと異なり、ポインティング部分は塞がれている。直径約19cm。『GT pro series』を購入したユーザーに限り、単体販売もされた。
タップボックス
セガ発売の『レッツタップ』に付属している、同ゲームで操作に使用する箱。Wiiリモコンを箱上に置き、手で箱上面を叩いて（ゲーム内では「タップ」と表記）操作する。単体販売はされなかった。

#### Wiiモーションプラス

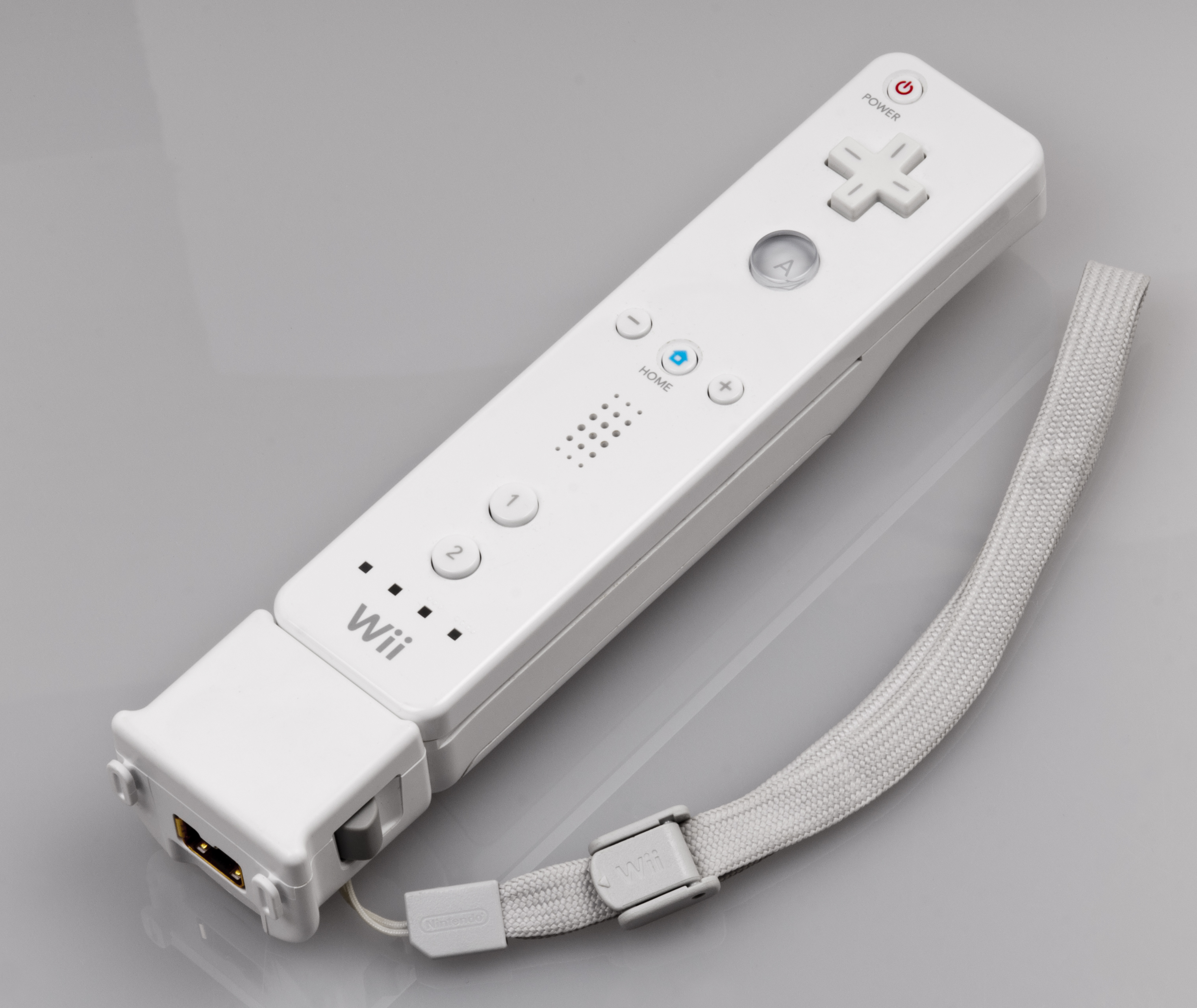
WiiリモコンにWiiモーションプラスを接続させた状態

Wiiモーションプラス（Wii MotionPlus, ウィーモーションプラス）は、Wiiリモコンの動きをより正確に検出するためにWiiリモコンの外部拡張コネクタに接続して使用する周辺機器である。任天堂開発・発売。『Wii Sports Resort』に同梱されている他、単体販売もされている。『Wii Sports Resort』同梱版・単体共に2009年6月25日発売。『Wii Sports Resort』同梱版の価格は4,800円（税込）、Wiiモーションプラス単体は1,500円（税込）。型番は「RVL-026」。（Wiiリモコンロングジャケット部には「RVL-027」が付番されている。）
「Wiiリモコンロングジャケット」の下部に組み込まれた形となっているため、基本的にはWiiリモコンロングジャケットとWiiモーションプラスはセットで扱う。ただし、WiiリモコンロングジャケットからWiiモーションプラスを取り外し、Wiiモーションプラスのみを接続することも可能である（非推奨）。Wiiモーションプラス後部にはWiiリモコンの外部拡張コネクタと同じ端子があり、このWiiモーションプラスをWiiリモコンに接続したままでもヌンチャクなどをさらに接続することができる。また、Wiiモーションプラスに対応していないソフトをプレイする際も、接続したままでプレイできる。因みに、Wiiリモコンプラスにも接続可能だが、接続しても意味はない。
Wiiリモコンに内蔵されている3軸加速度センサは、重力を検出することによってリモコンの傾きを割り出すことができる。しかしこれは静止時やゆっくり動かした時の話で、大きく素早く動かしている時は重力の検出が難しくなり、傾きの割り出しが困難になる。特に、連続して大きく複雑に動かすような動作をした場合は、傾き情報を補正する間が少なくなるため、結果として動作が思い通りに反映されなくなる。この問題を解決するために登場したのがこの「Wiiモーションプラス」である。Wiiモーションプラスには、物体の角度や回転速度（角速度）を正確に検出するジャイロセンサが内蔵されている。初期位置（水平位置）からどれだけ回転したのかを検出するジャイロセンサは、大きく素早く動かした時であっても傾きを正確に捉えることができる。また同時に、ゆっくりした動きの検出精度も向上する。3軸加速度センサだけでは不十分だった傾き検出を、傾き検出に特化したこのアダプタに任せることによって、プレイヤーの動きをほぼ正確に捉える事が可能となった。ただし、ジャイロセンサは傾き情報に誤差が生じてもジャイロセンサ自体で補正することが出来ないため、適宜初期位置を設定し直す必要がある。『Wii Sports Resort』の場合、各ゲームを始める前に、Wiiリモコンを画面に向けてAボタンを押したり、机や床などの水平な場所に静止させるように指示される（この時に初期位置が設定される）。一方で、Wii Fit Uのようにモーションプラスの接続に関係なく静止指示が入らないレベルにキャブリレーションが改良された作品も存在する。また、ゲーム中もWiiリモコンの加速度センサやセンサーバーを利用して微調整される。
Wiiモーションプラスには高性能なジャイロセンサが採用されており、最大で1秒当たり約1600°（約4回転半）の回転を検出することができる。これは、デジタルカメラなどの手ぶれ補正機構に採用されている、一般的なジャイロセンサの検出可能な最大回転速度（1秒当たり300°程度）の約5倍に当たる。
カラーバリエーション（日本）
シロ（shiro）
2009年6月25日発売。
クロ（kuro）
2009年9月中旬発売。
Wii Sports Resort オリジナルカラー
非売品。クラブニンテンドーのキャンペーンの商品で、カラーは「水色」。『Wii Sports Resort』を購入し、クラブニンテンドーでシリアルナンバーを登録した人の中から、抽選で5000人に当たる。応募は8月31日で終了している。
仕様
- 寸法
  - 縦 192.2mm
  - 横 53mm
  - 厚さ 38.6mm
- 質量 約80グラム

## その他
外科研修医や大学などの研究機関で、各々達の試作品の一部分にWiiリモコンが使われることがある。

### Wiiリモコンが動作しなくなる現象
Wiiリモコンには5分間何も操作をしないと、自動的にWiiリモコンの電源を切る省電力機能が搭載されているが、それとは別に、操作中急にWiiリモコンとWii本体間の接続が切れ、その後も操作が全く出来なくなってしまうことがある。さらに、電源を入れなおしても直らない場合がある。
この現象が発生した場合は、以下の方法で解決できる場合が多い。
1. Wii本体の電源を切ってACアダプタをコンセントから抜き、しばらくした後、再びACアダプタをコンセントに差し込み電源を入れる。
2. 取扱説明書に従い「ホーム登録」を再度実行する。

これとは別に、Wiiリモコンに強い衝撃が加わった時に、ボタン操作は出来るが加速度センサが全く機能しなくなることがある。この場合は、WiiリモコンのAボタンと十字ボタンの中間あたりに軽い衝撃を加えることで直る場合が多い。
詳しくは、Wii公式サイトQ&Aを参照のこと。

### 専用ストラップとそのリコール

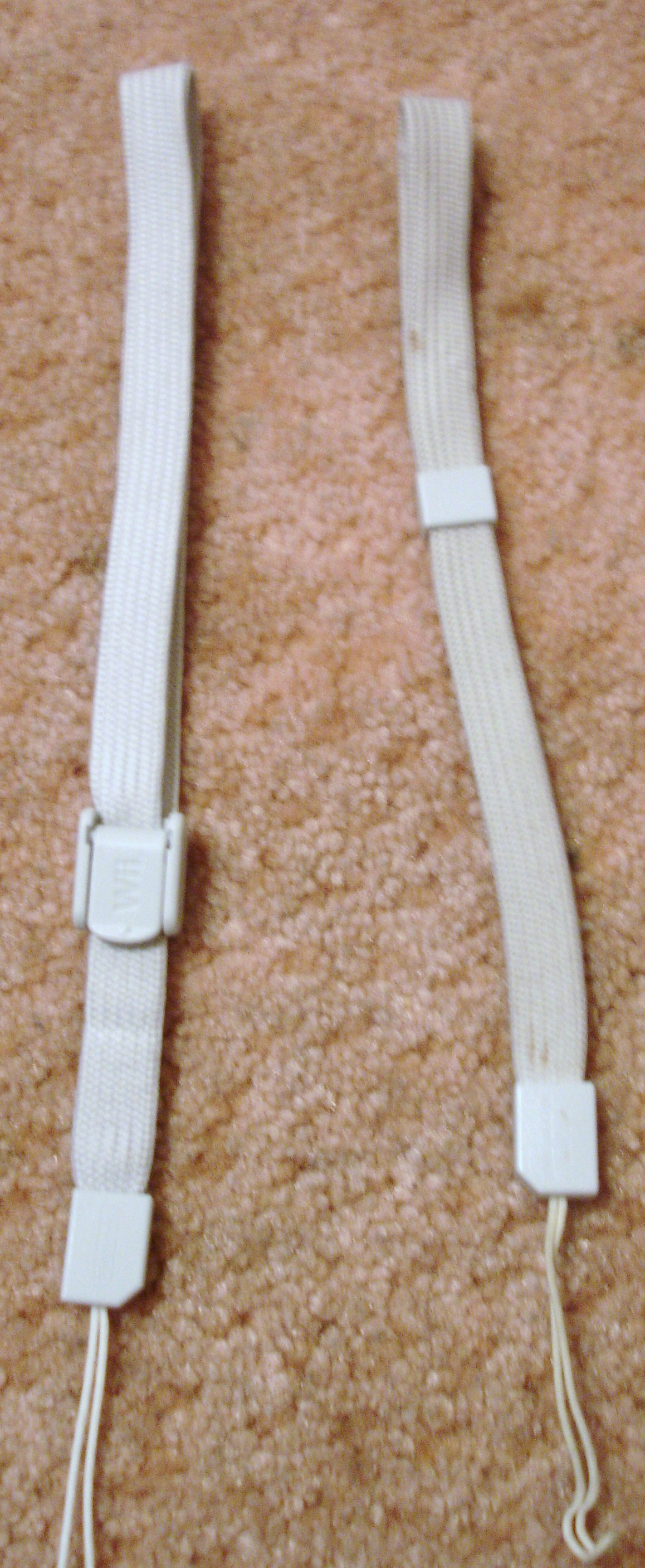
専用ストラップ。左がストッパー付タイプ、右が初期型。

Wiiリモコンが手から飛び出すことを防止するため、付属の専用ストラップを手首に通して固定し、ゲームをプレイすることが強く推奨されている。型番は初期型が「RVL-018」、後述するストッパー付タイプは「RVL-018A」。
Wiiが発売して間もなく、Wiiリモコンに取り付けてある専用ストラップがプレイ中に切れて、テレビなどを破壊する事故が発生したため、任天堂は2006年12月15日に、交換対象の専用ストラップをリコール（無償交換）すると発表した。
交換対象のストラップは、2006年12月上旬までに出荷された約320万個（うち国内約37万個）で、製造番号がLJH100419980以前とLJF103032000以前のWii本体に付属するWiiリモコン、初期出荷の『はじめてのWii』付属のWiiリモコン、初期出荷の別売のWiiリモコンに取り付けてある、Wiiリモコンとストラップとの接合に使われている接合部分の紐の太さが「0.6mm」の専用ストラップ。交換後の専用ストラップおよび同時期以降に出荷されていた専用ストラップは、紐の太さが「1.0mm」のものとなっている。
2007年秋以降出荷分の専用ストラップは、ストッパーが固定できるタイプのものになっている。
交換の申し込みは、専用の電話窓口か専用ホームページで行うことが出来る。ちなみに2024年現在でも申し込みが可能。

### Wiiリモコンジャケットとその無償提供

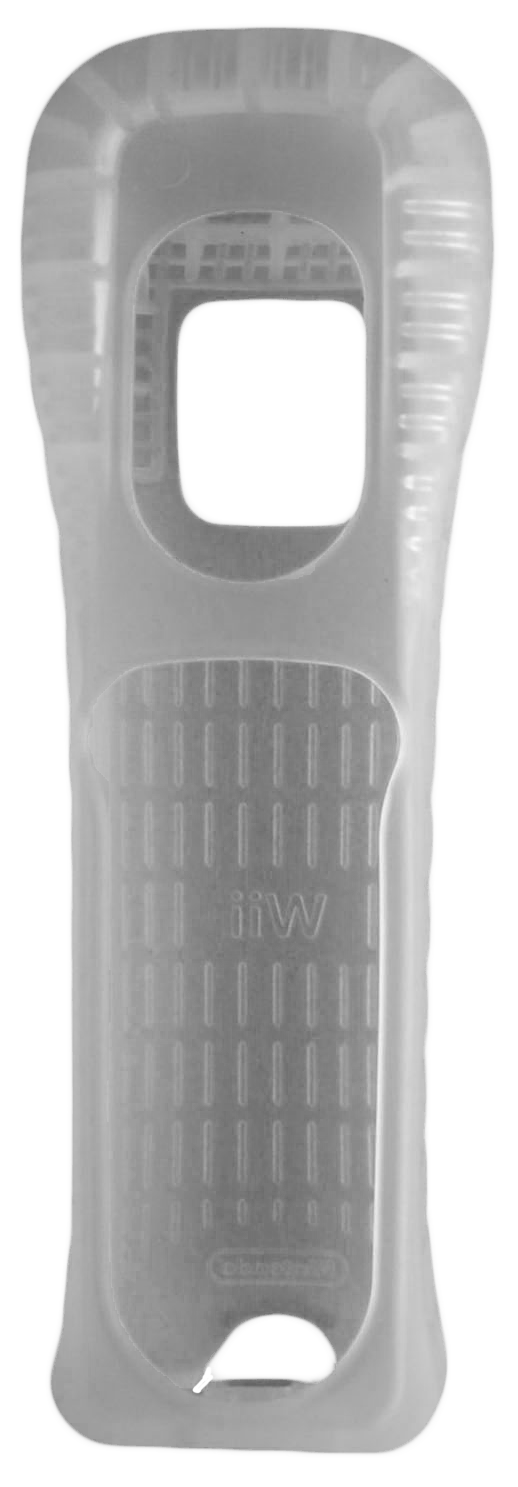
Wiiリモコンジャケット

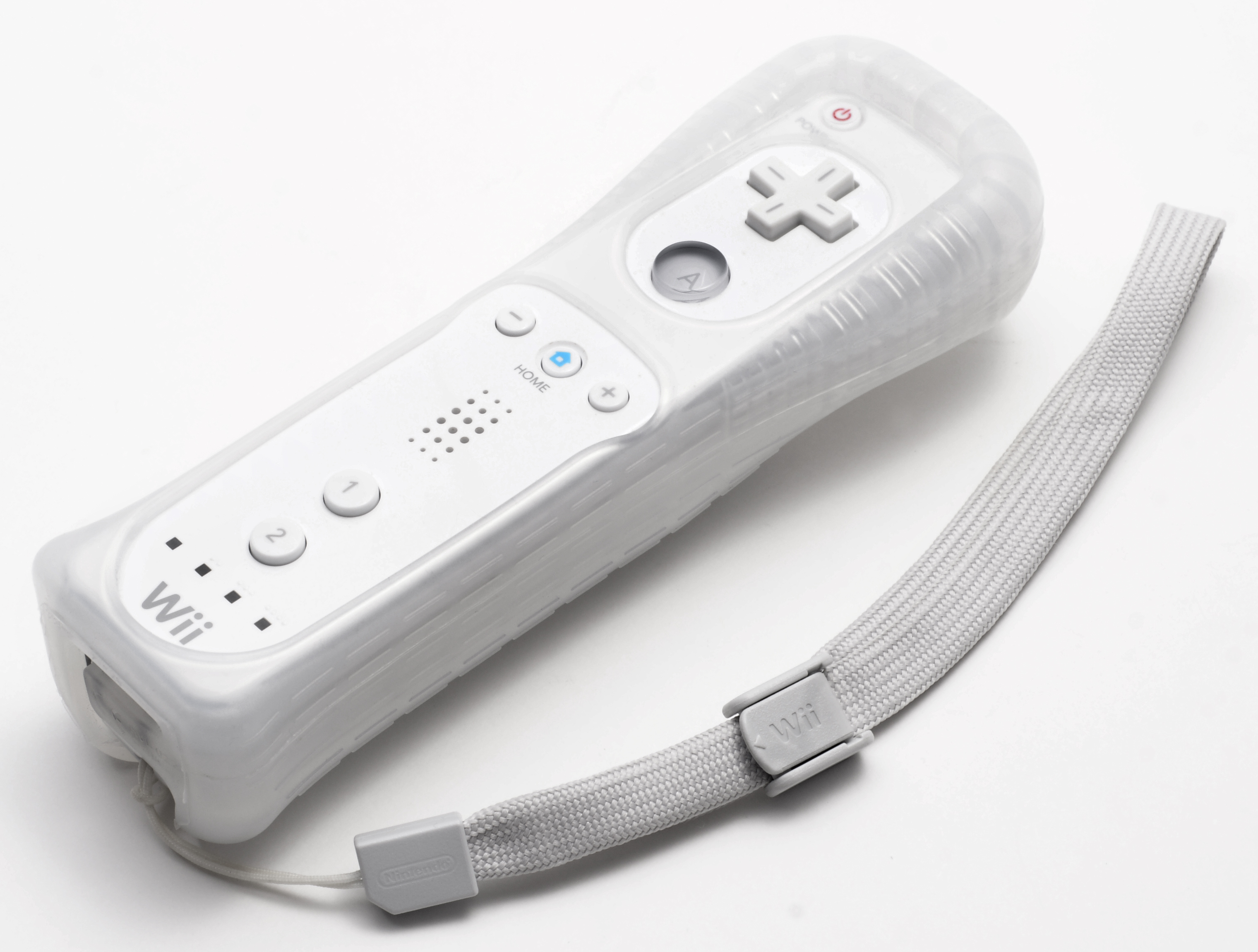
WiiリモコンにWiiリモコンジャケットを装着させた状態

Wiiリモコンジャケットとは、Wiiリモコンに取り付けるシリコン素材のカバーである。型番は「RVL-022」。
これを装着することで次のような効果がある。
- 人にぶつかった時の衝撃や物に接触したときの破損などを防ぐあるいは軽減する。
- 特にリモコンをテレビに直撃させた場合に、テレビが壊れるリスクが軽減する。
- 滑り止め効果がある。
- 外部拡張コネクタを塞ぐカバーがついているため、埃が入るのを防ぐ。
- POWERボタンの部分が塞がれて、電源が消えるなどの誤操作を招きにくくなる。一方で電池蓋の内側にあるSYNCボタンがさらに押しづらくなる問題点が存在したが、Wii Uの時期に登場したWiiリモコンは電池カバー上からボタンを押せるように改良されており、付属の新型ジャケットもSYNCボタンをカバーを剥がさず押せるように改良された。

2007年10月2日に任天堂は自社ホームページで、Wiiを所有している全てのユーザーに、Wiiリモコンジャケットを無償で提供すると発表した。専用の電話窓口またはWiiリモコンジャケットの専用ホームページで申し込みが可能となっていた。2014年8月31日をもってこの扱いは終了し、以降は任天堂オンライン販売からの有料購入のみとなっている。
2007年10月中旬以降出荷分の「Wii本体セット」「別売のWiiリモコン（単体）」「はじめてのWiiパック」には、Wiiリモコンジャケットが付属されている。

## その他のWiiリモコン
任天堂からライセンスを受けてはいないが、Wiiリモコンと互換性のあるコントローラがいくつか市販されている。デイテルジャパンは2010年、Wiiモーションプラスの機能も内蔵した互換コントローラ「コントローラプラス」をWiiリモコンプラスに先駆けて発売している。また、アメリカではレゴのWiiリモコンが発売されている。

### Wiiテレビリモコン
2006年10月に、クラブニンテンドーの2005年度プラチナ会員の特典としてWiiテレビリモコンがプラチナ会員にプレゼントされた。その名の通り、Wiiリモコンと全く同じ形をしたテレビリモコンで、Wiiリモコンとして使用することは出来ない。Wiiリモコンと区別をつけるため、LEDの色は緑になっている。